# 范克承
范克承（？—？），字繼庭，雲南省大理府太和縣（今大理市）人，清朝官員，同進士出身。

## 生平
光緒十二年（1886年）登進士，同年五月，著交吏部掣签，分发各省以知县即用。光緒十四年（1888年）接替沈受謙，兩度擔任臺灣府臺灣縣知縣。是為改制後首任。